# Lewis Parsons
Lewis Eliphalet Parsons (ur. 28 kwietnia 1817, zm. 8 czerwca 1895) – amerykański polityk ze stanu Alabama, działacz Partii Demokratycznej i wojskowy gubernator tego stanu po upadku Skonfederowanych Stanów Ameryki.

## Życiorys
Urodził się w Boone County w Nowym Jorku. W roku 1840 przeprowadził się do Talladegi, gdzie wraz ze swoim partnerem, Alexandrem White’em, przyszłym kongresmenem, praktykował prawo. Rok później ożenił się z Jane Ann Boyd z Nicholasville w Kentucky, z którą miał siedmioro dzieci. Parsons popierał w roku 1856 kandydaturę Millarda Fillmore’a na prezydenta i Stephena A. Douglasa w 1860. W tych latach był nawet elektorem.
W roku 1859 został członkiem stanowej legislatury w Alabamie, przy czym wybrano go ponownie w roku 1863. Był wtedy przeciwnikiem ustanowienia stanowej milicji.

### Wojskowy gubernator
21 czerwca 1865 roku prezydent Andrew Johnson mianował Parsonsa tymczasowym wojskowym gubernatorem Alabamy po zlikwidowaniu władzy konfederackich. Wybór Johnsona został wysoko oceniony przez miejscowych unionistów.
Pierwszą decyzją Parsonsa było przywrócenie praw sprzed roku 1861, z wyjątkiem tych dotyczących niewolnictwa.
Gubernator Parsons odegrał bardzo znaczącą rolę w przywróceniu normalnego funkcjonowania Alabamy w nowych warunkach. Dnia 12 września 1865 roku nakazał wybranie delegatów na nową konwencję konstytucyjną, która zajęła się ponadto tak ważnymi sprawami, jak zniesienie niewolnictwa, kwestią długów wojennych i wybraniem delegatów do Kongresu.

### Dalsze życie
Kadencja Parsonsa zakończyła się dnia 13 grudnia 1865, kiedy przekazał władzę swemu następcy, wigowi Robertowi M. Pattonowi. Parsons został wybrany do Senatu federalnego, ale odrzucił mandat, nie chcąc zasiadać w nim jako republikanin. Został jednak mianowany prokuratorem w północnej części stanu. Pochowano go na Oak Hill Cemetery w Talladedze.

### W sieci
- Oficjalna biografia